# Egyptens damlandslag i fotboll
Egyptens damlandslag i fotboll representerar Egypten i fotboll på damsidan. Dess förbund är Egyptens fotbollsförbund (EFA).